# Randy Crawford

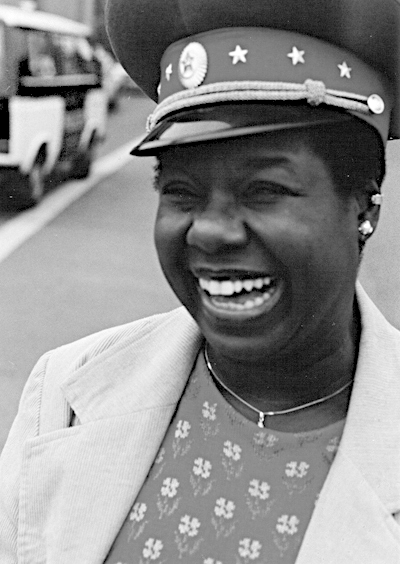
Randy Crawford (2008)

Veronica „Randy“ Crawford (* 18. Februar 1952 in Macon, Georgia) ist eine US-amerikanische Jazz- und Soulsängerin. Sie zählt neben Ella Fitzgerald, Nina Simone, Aretha Franklin und Dee Dee Bridgewater zu den erfolgreichsten Interpretinnen dieses Genres.

## Biografie
Entdeckt wurde Crawford, als sie im Kirchenchor durch ihre ausdrucksstarke Stimme auffiel. Schon als Jugendliche nahm ihr Vater sie mit auf Tournee durch die USA und Europa, wo sie schon bei ihren ersten Live-Auftritten in Clubs Aufsehen erregte. Den Durchbruch hatte sie mit der Band The Crusaders und dem Soundtrack zum Film Sharky’s Machine, dem auch der erfolgreiche Song Street Life entstammt. Zu den Höhepunkten ihrer Karriere zählen der gemeinsame Auftritt mit Al Jarreau 1981 auf dem Montreux Jazz Festival und das Duett mit dem italienischen Star Zucchero im Moskauer Kreml 1990.
Crawford hat mit ihrer warmen, variantenreichen Stimme in über drei Jahrzehnten weltweit viele Anhänger gewonnen. Mehr noch als in den USA hatte sie in den 1980er Jahren in Europa Erfolg, sie erreichte mit einigen Singles vor allem in Großbritannien hohe Chartpositionen. Zu ihren bekanntesten Songs gehören One Day I’ll Fly Away, Almaz und You Might Need Somebody. Sie sang den Song „Hoping Love Will Last“ auf dem Album „Please Don’t Touch“ von Steve Hackett (1978) ein. Ihre späteren Alben wurden bei kleineren Plattenlabels veröffentlicht. 2006 brachte sie das Album Feeling Good heraus, auf dem sie von Joe Sample, dem Gründer der Crusaders, begleitet wurde. 2012 gab sie zusammen mit dem Joe Sample Trio einige Konzerte in Deutschland. Randy Crawford engagiert sich als UNICEF-Botschafterin.

## Diskografie

### Alben
| Jahr | Titel                                     | Höchstplatzierung, Gesamtwochen, AuszeichnungChartplatzierungen (Jahr, Titel, Platzierungen, Wochen, Auszeichnungen, Anmerkungen) | Höchstplatzierung, Gesamtwochen, AuszeichnungChartplatzierungen (Jahr, Titel, Platzierungen, Wochen, Auszeichnungen, Anmerkungen) | Höchstplatzierung, Gesamtwochen, AuszeichnungChartplatzierungen (Jahr, Titel, Platzierungen, Wochen, Auszeichnungen, Anmerkungen) | Höchstplatzierung, Gesamtwochen, AuszeichnungChartplatzierungen (Jahr, Titel, Platzierungen, Wochen, Auszeichnungen, Anmerkungen) | Höchstplatzierung, Gesamtwochen, AuszeichnungChartplatzierungen (Jahr, Titel, Platzierungen, Wochen, Auszeichnungen, Anmerkungen) | Anmerkungen                                        |
| Jahr | Titel                                     | DE | AT | CH | UK | US | Anmerkungen                                        |
| ---- | ----------------------------------------- | --- | --- | --- | --- | --- | -------------------------------------------------- |
| 1980 | Now We May Begin                          | — | — | — | UK10 Silber · (16 Wo.)UK | US180 (7 Wo.)US |                                                    |
| 1981 | Secret Combination                        | — | — | — | UK2 ×2Doppelplatin · (60 Wo.)UK                                                                                                   | US71 (19 Wo.)US |                                                    |
| 1982 | Windsong                                  | — | — | — | UK7 Silber · (15 Wo.)UK | US148 (10 Wo.)US |                                                    |
| 1983 | Nightline                                 | — | — | — | UK37 (4 Wo.)UK | US164 (5 Wo.)US |                                                    |
| 1986 | Abstract Emotions                         | — | — | CH18 (6 Wo.)CH | UK14 Silber · (10 Wo.)UK | US178 (4 Wo.)US |                                                    |
| 1989 | Rich and Poor                             | — | — | CH15 Gold · (5 Wo.)CH | UK63 (1 Wo.)UK | US159 (13 Wo.)US |                                                    |
| 1992 | Through the Eyes of Love                  | DE57 (11 Wo.)DE | — | CH8 (11 Wo.)CH | — | — | Erstveröffentlichung: 21. Februar 1992             |
| 1993 | Don’t Say It’s Over                       | — | — | CH29 (2 Wo.)CH | — | — |                                                    |
| 1995 | Naked and True                            | DE64 (9 Wo.)DE | AT38 (9 Wo.)AT | CH25 (5 Wo.)CH | — | — |                                                    |
| 1997 | Every Kind of Mood – Randy, Randi, Randee | DE70 (6 Wo.)DE | — | — | — | — | Erstveröffentlichung: 24. November 1997            |
| 2000 | Play Mode                                 | DE13 (13 Wo.)DE | — | CH26 (12 Wo.)CH | — | — | Erstveröffentlichung: 11. September 2000           |
| 2006 | Feeling Good                              | DE44 Platin · (8 Wo.)DE | — | — | — | — | Erstveröffentlichung: 11. Juni 2006 mit Joe Sample |

grau schraffiert: keine Chartdaten aus diesem Jahr verfügbar
Weitere Alben
- 1976: Everything Must Change
- 1977: Miss Randy Crawford
- 1979: Raw Silk
- 2008: No Regrets (mit Joe Sample)
- 2012: Live (mit Joe Sample, Steve Gadd und Nicklas Sample)

### Kompilationen
| Jahr | Titel                                   | Höchstplatzierung, Gesamtwochen, AuszeichnungChartplatzierungen (Jahr, Titel, Platzierungen, Wochen, Auszeichnungen, Anmerkungen) | Höchstplatzierung, Gesamtwochen, AuszeichnungChartplatzierungen (Jahr, Titel, Platzierungen, Wochen, Auszeichnungen, Anmerkungen) | Höchstplatzierung, Gesamtwochen, AuszeichnungChartplatzierungen (Jahr, Titel, Platzierungen, Wochen, Auszeichnungen, Anmerkungen) | Höchstplatzierung, Gesamtwochen, AuszeichnungChartplatzierungen (Jahr, Titel, Platzierungen, Wochen, Auszeichnungen, Anmerkungen) | Höchstplatzierung, Gesamtwochen, AuszeichnungChartplatzierungen (Jahr, Titel, Platzierungen, Wochen, Auszeichnungen, Anmerkungen) | Anmerkungen                           |
| Jahr | Titel                                   | DE | AT | CH | UK | US | Anmerkungen                           |
| ---- | --------------------------------------- | --- | --- | --- | --- | --- | ------------------------------------- |
| 1984 | Miss Randy Crawford – The Greatest Hits | — | — | — | UK10 Silber · (17 Wo.)UK | — |                                       |
| 1987 | The Love Songs                          | — | — | — | UK27 Gold · (13 Wo.)UK | — | Erstveröffentlichung: 9. Oktober 1987 |
| 1993 | The Very Best Of                        | — | — | — | UK8 (14 Wo.)UK | — | Erstveröffentlichung: 21. Mai 1993    |
| 1999 | Hits                                    | DE52 (3 Wo.)DE | — | — | — | — |                                       |
| 2000 | Love Songs – The Very Best Of           | — | — | — | UK22 Silber · (4 Wo.)UK | — |                                       |
| 2000 | The Best of Randy Crawford & Friends    | DE42 (6 Wo.)DE | AT48 (3 Wo.)AT | CH52 (5 Wo.)CH | — | — |                                       |
| 2005 | The Ultimate Collection                 | — | — | — | UK31 Silber · (4 Wo.)UK | — |                                       |
| 2011 | The Best Of                             | — | — | — | UK7 Silber · (6 Wo.)UK | — |                                       |

Weitere Kompilationen
- 1982: Pastel Highway (Livealbum)
- 1985: The Very Best Of
- 1990: The Collection
- 1991: The Best of Randy Crawford
- 1996: Best of Randy Crawford
- 2013: Original Album Series (Box mit 5 CDs)

### Singles
| Jahr | Titel Album                                                 | Höchstplatzierung, Gesamtwochen, AuszeichnungChartplatzierungen (Jahr, Titel, Album, Platzierungen, Wochen, Auszeichnungen, Anmerkungen) | Höchstplatzierung, Gesamtwochen, AuszeichnungChartplatzierungen (Jahr, Titel, Album, Platzierungen, Wochen, Auszeichnungen, Anmerkungen) | Höchstplatzierung, Gesamtwochen, AuszeichnungChartplatzierungen (Jahr, Titel, Album, Platzierungen, Wochen, Auszeichnungen, Anmerkungen) | Höchstplatzierung, Gesamtwochen, AuszeichnungChartplatzierungen (Jahr, Titel, Album, Platzierungen, Wochen, Auszeichnungen, Anmerkungen) | Höchstplatzierung, Gesamtwochen, AuszeichnungChartplatzierungen (Jahr, Titel, Album, Platzierungen, Wochen, Auszeichnungen, Anmerkungen) | Anmerkungen                          |
| Jahr | Titel Album                                                 | DE | AT | CH | UK | US | Anmerkungen                          |
| ---- | ----------------------------------------------------------- | --- | --- | --- | --- | --- | ------------------------------------ |
| 1979 | Street Life Street Life (The Crusaders Album)               | — | — | — | UK5 (11 Wo.)UK | US36 (16 Wo.)US | The Crusaders mit Randy Crawford     |
| 1980 | Last Night at Danceland Now We May Begin                    | — | — | — | UK61 (2 Wo.)UK | — |                                      |
| 1980 | One Day I’ll Fly Away Now We May Begin                      | — | — | — | UK2 Silber · (11 Wo.)UK | — |                                      |
| 1981 | You Might Need Somebody Secret Combination                  | — | — | — | UK11 (13 Wo.)UK | — | Erstveröffentlichung: Mai 1981       |
| 1981 | Rainy Night in Georgia Secret Combination                   | — | — | — | UK18 (9 Wo.)UK | — |                                      |
| 1981 | Secret Combination                                          | — | — | — | UK48 (3 Wo.)UK | — |                                      |
| 1982 | Imagine –                                                   | — | — | — | UK60 (2 Wo.)UK | — |                                      |
| 1982 | One Hello Windsong                                          | — | — | — | UK48 (4 Wo.)UK | — | Erstveröffentlichung: 3. Juni 1981   |
| 1983 | He Reminds Me Windsong                                      | — | — | — | UK65 (4 Wo.)UK | — | Erstveröffentlichung: 1982           |
| 1983 | Give Peace a Chance –                                       | — | AT18 (2 Wo.)AT | — | — | — |                                      |
| 1983 | Nightline                                                   | — | — | — | UK51 (5 Wo.)UK | — | Erstveröffentlichung: September 1983 |
| 1984 | Taxi Dancing –                                              | — | — | — | — | US59 (10 Wo.)US | Rick Springfield mit Randy Crawford  |
| 1986 | Almaz Abstract Emotions                                     | — | — | — | UK4 (18 Wo.)UK | — |                                      |
| 1989 | Knockin’ on Heaven’s Door Rich And Poor                     | — | — | — | UK77 (5 Wo.)UK | — | mit Eric Clapton und David Sanborn   |
| 1992 | Diamante Through The Eyes Of Love                           | DE20 (14 Wo.)DE | — | CH11 (14 Wo.)CH | UK44 (7 Wo.)UK | — | Zucchero feat. Randy Crawford        |
| 1997 | Give Me the Night ’97 –                                     | — | — | — | UK60 (2 Wo.)UK | — |                                      |
| 1998 | Wishing on a Star Every Kind Of Mood – Randy, Randi, Randee | DE83 (9 Wo.)DE | — | — | UK90 (1 Wo.)UK | — |                                      |

Weitere Singles
| - 1972: Knock on Wood - 1976: I’m Easy - 1976: Take It Away from Her (Put It on Me) - 1979: Endlessly - 1980: Same Old Story (Same Old Song) - 1980: Tender Falls the Rain - 1981: People Alone - 1981: When I Lose My Way - 1981: Rio de Janeiro Blue - 1981: One Hello - 1981: You (mit Lava) - 1982: Your Precious Love (mit Al Jarreau und Yellowjackets) - 1982: Look Who’s Lonely Now - 1982: Your Precious Love (mit Al Jarreau) - 1983: Why - 1986: Higher Than Anyone Can Count - 1986: Can’t Stand the Pain - 1986: Everybody Needs a Little Rain (mit Gerard Joling) - 1986: Gettin’ Away with Murder - 1986: Desire - 1988: The Best of Me (mit Egil Eldøen) | - 1989: Cigarette in the Rain - 1989: Wrap-U-Up - 1991: Se io fossi un uomo (mit Grazia di Michele) - 1992: Who’s Crying Now - 1992: A Lot That You Can Do - 1992: Shine - 1993: In My Life - 1995: Forget Me Nots - 1995: Cajun Moon - 1995: Give Me the Night - 1995: September Morn (mit Amii Stewart) - 1997: Are You Sure? - 1997: Silence - 1998: Captain of Her Heart - 1998: Bye Bye - 2000: I’ll Be Around (Randy Crawford meets Tiefschwarz) - 2000: Unwounded - 2000: Merry Go Round - 2001: Permanent - 2006: Rio de Janeiro Blue (mit Joe Sample) |

## Auszeichnungen für Musikverkäufe
| Goldene Schallplatte - Australien - 1996: für das Album The Very Best Of - 1998: für das Album Secret Combination - Niederlande - 1980: für das Album Now We May Begin | 2× Platin-Schallplatte - Japan - 1991: für die Single Sweet Love |

Anmerkung: Auszeichnungen in Ländern aus den Charttabellen bzw. Chartboxen sind in ebendiesen zu finden.
| Land/RegionAuszeichnungen für Musikverkäufe (Land/Region, Auszeichnungen, Verkäufe, Quellen) | Silber     | Gold     | Platin     | Verkäufe  | Quellen           |
| -------------------------------------------------------------------------------------------- | ---------- | -------- | ---------- | --------- | ----------------- |
| Australien (ARIA)                                                                            | —          | 2× Gold2 | —          | 70.000    | aria.com.au       |
| Deutschland (BVMI)                                                                           | —          | —        | Platin1    | 200.000   | musikindustrie.de |
| Japan (RIAJ)                                                                                 | —          | —        | 2× Platin2 | 200.000   | riaj.or.jp        |
| Niederlande (NVPI)                                                                           | —          | Gold1    | —          | 50.000    | nvpi.nl           |
| Schweiz (IFPI)                                                                               | —          | Gold1    | —          | 25.000    | hitparade.ch      |
| Vereinigtes Königreich (BPI)                                                                 | 8× Silber8 | Gold1    | Platin1    | 1.070.000 | bpi.co.uk         |
| Insgesamt                                                                                    | 8× Silber8 | 5× Gold5 | 4× Platin4 |           |                   |